# Saint-Maximin (Isère)
Saint-Maximin – miejscowość i gmina we Francji, w regionie Owernia-Rodan-Alpy, w departamencie Isère.
Według danych na rok 1990 gminę zamieszkiwało 476 osób, a gęstość zaludnienia wynosiła 46 osób/km² (wśród 2880 gmin regionu Rodan-Alpy Saint-Maximin plasuje się na 1166. miejscu pod względem liczby ludności, natomiast pod względem powierzchni na miejscu 1096.).